# ウィーン国立歌劇場名誉団員
ウィーン国立歌劇場名誉団員（ウィーンこくりつかげきじょうめいよだんいん）はウィーン国立歌劇場に功績のあった芸術家を表彰する制度。1869年、前身のウィーン宮廷歌劇場時代に設けられ、現在まで実施されている。

## 表彰
ウィーン国立歌劇場名誉団員は、歌劇場総支配人の提案を受け、運営委員会の承認を経て決定される。長年に渡り歌劇場の活動に従事した芸術家、並びに、歌劇場に貢献のあった者が対象となる。
2004年以前は書状のみの贈呈だったが、2004年以降は記念指輪も合わせて贈呈されている。指輪の製造者はウィーン市内のワーグナー宝飾店（ヘルマン・グマイナー・ワーグナー氏）で、表彰者の氏名が刻印される。表面は国立歌劇場の外観を表した彫像が彫られ、裏面は観客席を表現している。
2004年以前の表彰者には追贈の形で指輪も贈呈されている。例えば、1995年表彰のヨアン・ホレンダーには、指輪の贈呈が始まった2004年に贈呈された他、1988年表彰のプラシド・ドミンゴとホセ・カレーラスにはそれぞれ2012年と2013年に贈呈されている。2003年表彰のニール・シコフのときは翌年の2004年に贈呈されている。
2016年に表彰を受けたヨハン・ボータのケースでは、病気を理由に公式の贈呈式が延期されたが、その開催前に死去したため、本人の手で書状を受け取ることができなかった。

## 名誉団員の年代順リスト
- 1881年: ヨハン・ネポムック・ベック、グスタフ・ワルター
- 1882年: ヨーゼフ・フォン・メステルハージー、ペーター・ゾウチェク(ともに合唱団員)
- 1883年: ルイ・フォン・ビニオ、マリア・ヴィルト(1834–1891、歌手)[5]
- 1884年: ベルタ・フォン・ディルナー
- 1886年: マティルデ・ヴェセリー(合唱団員)
- 1895年: ルイ・フラパール(ルイ・リュオー・フラパール、ルイ・リュオーとも、1832–1921、舞踏家)[6]、カール・マイヤーホーファー
- 1897年: ゲオルク・ミュラー(1840–1909、テノール歌手)[7]
- 1903年: ヘルマン・ヴィンケルマン
- 1907年: トーマス・コシャット
- 1910年: フリッツ・シュレーター、アウグスト・シュトル(1853–1918、歌手・演出家・作曲家)[8]
- 1915年: ヨーゼフ・ハスライター
- 1920年: ラウラ・ヒルガーマン
- 1923年: マリア・イェリッツァ、エリック・シュメーデス
- 1925年: マリー・グートハイル・ショーダー
- 1926年: リヒャルト・マイヤー、アルフレート・ピカヴェル、レオ・スレツァック
- 1927年: ルシー・ヴァイト(1876–1940、ソプラノ歌手)[9]
- 1928年: アンナ・バール・ミルデンブルク、ロッテ・レーマン
- 1929年: ゼルマ・クルツ
- 1931年: アルノルト・ロゼー
- 1932年: ヘレーネ・ヴィルトブルン
- 1934年: フェリックス・ワインガルトナー
- 1935年: グスティ・ピヒラー（グスティ・ショート・ピヒラーとも、1893–1978、舞踏家)[10]
- 1937年: エミール・シッパー、エリーザベト・シューマン
- 1941年: ゲオルク・マイクル
- 1945年: ブルーノ・ワルター
- 1949年: ハンス・プフィッツナー、リヒャルト・シュトラウス
- 1955年: ハンス・ドゥハン、アニー・コネツニ、ヒルデ・コネツニ, マリア・ネーメト[11]
- 1959年: マリア・ライニング
- 1960年: アルフレート・イェルガー
- 1961年: ロゼッテ・アンダイ
- 1962年: マックス・ローレンツ、リューバ・ヴェリッチュ
- 1963年: フランツ・ザルムホーファー
- 1966年: ルートヴィヒ・ウェーバー、カール・マディン
- 1967年: クリステル・ゴルツ、パウル・シェフラー
- 1968年: カール・ベーム、ヨーゼフ・クリップス、ビルギット・ニルソン
- 1969年: アントン・デルモータ、エリーザベト・ヘンゲン、エーリッヒ・クンツ、イルムガルト・ゼーフリート、エルンスト・アウグスト・シュナイダー(1902–1976、ウィーン国立歌劇場総支配人)[12]
- 1970年: マリー・ゲルハルト、ハンス・ホッター、ハインリヒ・ライフ・ギントル、ヨーゼフ・ヴィット
- 1971年: セーナ・ユリナッチ、ヴィルヘルム・ロープナー(1909–1971、コレペティトル、カペルマイスター、没後追贈)[13][14]
- 1972年: ヒルデ・ギューデン
- 1973年: カール・フリードリヒ
- 1974年: レオニー・リザネック
- 1975年: ヘルベルト・アルゼン、カール・デンヒ、ヴィリー・フレンツル、エステル・レーティ、ユリア・ドラパル(1917–1988、舞踊家)[15]
- 1976年: ルドルフ・ガムスイェーガー
- 1977年: ハンス・ブラウン、ヒルデ・ツァデック
- 1979年: レナード・バーンスタイン、ヘルベルト・フォン・カラヤン、ゲルダ・シャイラー
- 1980年: エーデルトラウト・ブレクスナー、オットー・シェンク、ジュゼッペ・タッデイ
- 1981年: ハンス・バイラ―、ワルター・ベリー、グンドゥラ・ヤノヴィッツ、クリスタ・ルートヴィヒ、エゴン・ゼーフェールナー、マルツェル・プラヴィー、エーバーハルト・ヴェヒター、オットー・ヴィーナー
- 1982年: オスカー・チェルヴェンカ、オットー・エーデルマン、ペーター・クライン、ワルデマール・クメント、ウィルマ・リップ、エミー・ローゼ、フリーデリカ・メースコリッチュ
- 1983年: エリーザベト・シュヴァルツコップ
- 1984年: カール・テルカル
- 1987年: リーザ・デッラ・カーザ、ロベルト・ユングブルート、ロッテ・リザネック
- 1988年: アグネス・バルツァ、ホセ・カレーラス、プラシド・ドミンゴ、エディタ・グルベローヴァ、ルドルフ・ヌレーエフ
- 1989年: ニコライ・ギャウロフ、ギネス・ジョーンズ、ルチア・ポップ
- 1991年: ピエロ・カプッチッリ、イレアナ・コトルバシュ、クラウス・ヘルムート・ドレーゼ、ハインリヒ・ホルライザー、ジェームズ・キング、アルフレード・クラウス、エヴァ・マルトン
- 1992年: ベリスラフ・クロブチャール、ヴィリー・ディルトル
- 1993年: ゲルハルト・ヘッツェル(1940–1992、没後追贈、ウィーン・フィルハーモニー管弦楽団とウィーン国立歌劇場管弦楽団の第一コンサートマスター)[16]
- 1994年: ホルスト・シュタイン、ハインツ・ツェドニク
- 1995年: ヨアン・ホレンダー
- 1996年: レナート・ブルゾン
- 1997年: マーラ・ザンピエーリ、ズビン・メータ
- 1998年: ベルント・ヴァイクル
- 1999年: エルンスト・メルツェンドルファー
- 2001年: ライナー・キュッヒル、ヴェルナー・レーゼル
- 2002年: リッカルド・ムーティ、ロベルト・シュタングル
- 2003年: ニール・シコフ

### 指輪の贈呈者
（2004年以前の表彰者への指輪追贈を含む）

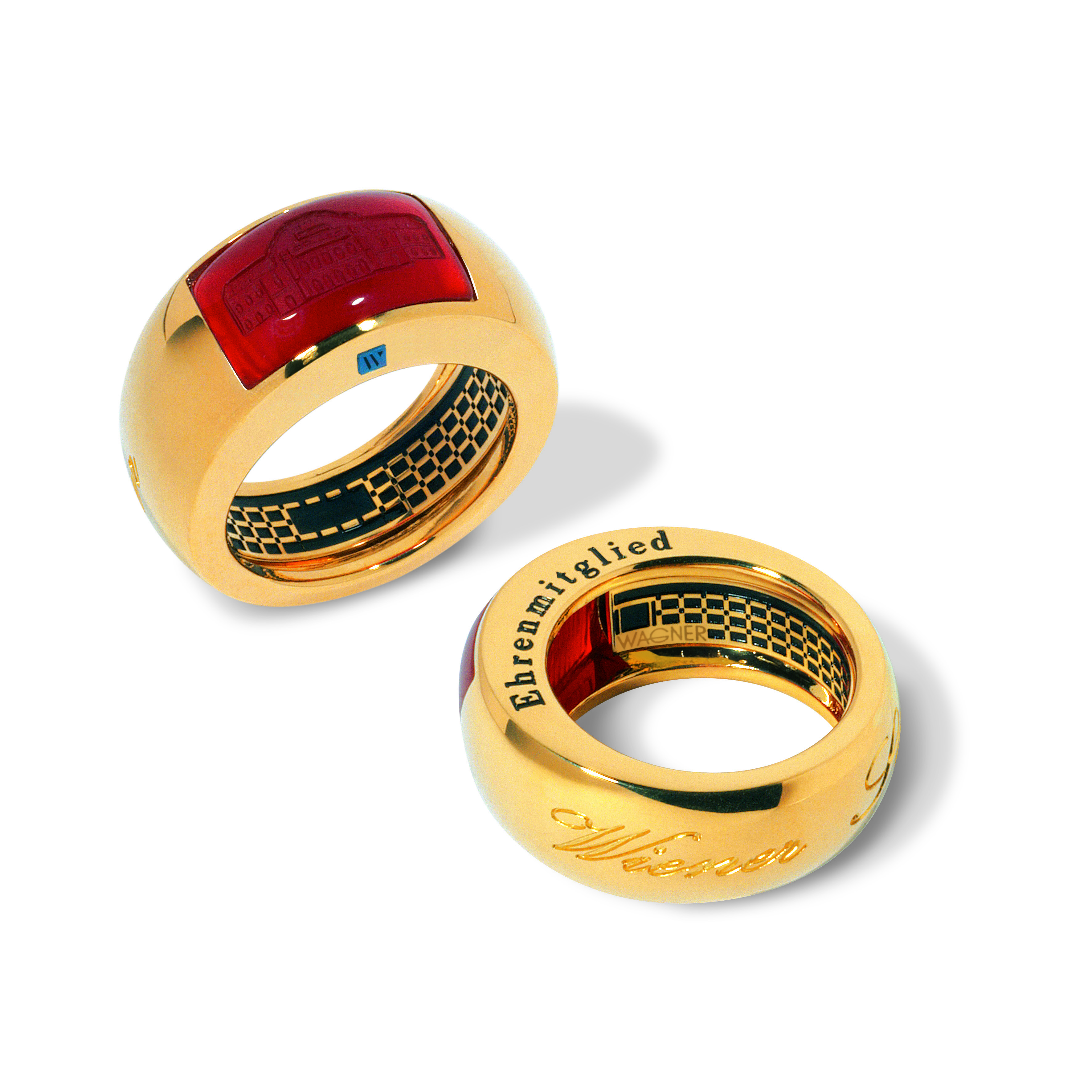
ウィーン国立歌劇場名誉団員の名誉指環

- 2004年: ニール・シコフ、レオ・ヌッチ、ペーター・シュライヤー、ヨアン・ホレンダー
- 2006年: トーマス・モーザー、ノルベルト・バラッチュ
- 2007年: 小澤征爾、フェルッチョ・フルラネット
- 2008年: ゲオルク・シュプリンガー
- 2010年: マルコ・アルトゥーロ・マレッリ、フランツ・グルントヘーバー
- 2012年: プラシド・ドミンゴ、ウィーン国立歌劇場管弦楽団、フランツ・バルトロメイ[17]
- 2013年: ホセ・カレーラス、ロリン・マゼール
- 2014年: アルフレート・シュラメック
- 2016年: ヨハン・ボータ[2][3][4]
- 2017年: アダム・フィッシャー[18]、ヴァルトラウト・マイヤー[19]
- 2018年: マニュエル・ルグリ[20]